# Isabel de Castella i de Molina
Isabel de Castella (Toro, Zamora 1283 - 1328), infanta de Castella i reina consort d'Aragó (1291-1295) i vescomtessa de Llimotges.

## Biografia
Filla del rei Sanç IV de Castella i la seva esposa, Maria de Molina, i germana per tant de Ferran IV de Castella.
L'1 de desembre de 1291, amb tan sols 8 anys, es casà a Sòria amb el rei d'Aragó Jaume el Just. Aquest matrimoni però fou anul·lat pel Papa Bonifaci VIII l'any 1295 sense haver tingut descendència.
Isabel es tornà a casar el 1310 a Burgos amb Joan III de Bretanya, fill d'Artur I de Bretanya, convertint-se en la segona esposa d'aquest. D'aquesta unió tampoc tingué fills.